# Михайлов, Константин Александрович (актёр)
Константи́н Алекса́ндрович Миха́йлов (род. 24 июня 1969, Ленинград, СССР) — российский теле- и радиоведущий, автожурналист, актёр, режиссёр, продюсер, танцор брейк-данса. Участник брейк-данс-команды «Меркурий» (1986—1990). Чемпион СССР по брейк-дансу в стиле «робот» (1987).

## Биография
В 1980 году 11-летний Михайлов дебютировал в кинематографе, сыграв в эпизоде фильма «Тихие троечники». В 1984 году снялся в картине «Любовь и голуби», где исполнил роль Василия Кузякина в юности. В 1985 году сыграл Витьку, сына Кузьмы и Марии, в фильме-спектакле «Деньги для Марии». В 1986 году снялся в роли хулигана в эпизоде фильма «Была не была». Осенью 1986 года Михайлов был приглашён на пробы в фильме «Здравствуй, мальчик Бананан!» (позже — «Асса») на роль «Бананана»: изначально Соловьёв собирался снимать картину с участием танцоров брейк-данса, но затем заменил их ленинградскими рок-группами. Получив отказ на главную роль, Михайлов был принят на должность ассистента оператора в этой картине. В 1987 году снялся в эпизоде фильма «Шантажист» в роли танцора брейк-данса, а также в эпизоде телефильма «Этот фантастический мир. Выпуск 12: С роботами не шутят» в роли робота-манекена. В 1988 году сыграл в эпизоде фильма «Запретная зона».
В 1984 году начал заниматься брейк-дансом. На его увлечение повлиял видеоклип Майкла Джексона на песню «Триллер» (1983), который он посмотрел по видеомагнитофону у своей знакомой. Чуть позже он увидел, как танцуют брейк в американских фильмах «Брейк-данс» (1984) и «Танец-вспышка» (1983). Впервые вживую лицезрел брейк во время выступления танцевальной группы «Вектор» Владимира Рацкевича в ДК МЭЛЗ. Своё умение танцевать брейк Михайлов демонстрировал на школьных дискотеках, улице, в кафе «Колхозница» (в дальнейшем «Колхида» на Колхозной площади), в баре «Резонанс» в СК «Олимпийский». В 1985 году Михайлов стал учиться новым движениям у брейкеров студии Дома культуры издательства «Правда» Валентина Гнеушева. В 1986 году по неизвестным причинам Гнеушев выгнал Михайлова из «Правды» и он стал приходить заниматься брейком в ДК «Коммуна», где познакомился с участниками брейк-данс-дуэта «Меркурий» — Олегом Смолиным и Игорем Захаровым, представляющими стиль «робот». Захаров и Смолин взяли его к себе в «Меркурий» третьим. По словам Михайлова, в то время другие танцоры называли их «ржавыми железяками». В составе трио «Меркурий» Михайлов был участником и призёром всесоюзных фестивалей по брейк-дансу: «Брейк-марафон» (ДК МЭЛЗ, Москва, 30 ноября 1986 года), «Пингвин '87» (Черноголовка, февраль), Breikas '87 (Каунас, Литва, 26-29 февраля) (3 место в стиле «робот»: группа «Меркурий»), Papuga '87 (Паланга, Литва, 19-27 июня) (1 место в стиле «робот»: Константин Михайлов), Break Dance '88 (Донецк, Украина, 26 декабря) (1 место в стиле «электрик-буги»: группа «Меркурий», 3 место в стиле «робот»: Константин Михайлов). Выступление Михайлова на фестивале Papuga '87 было показано в документальном фильме «Весь этот брейк…» (1988). Осенью 1987 года после победы на фестивале Papuga '87 Михайлов на год ушёл служить в армию, и вместо него в трио «Меркурий» взяли Артура Игнатова. В 1990 году Смолин и Михайлов станцевали брейк на киностудии «Мосфильм» в декорациях к фильму «Мэри Поппинс, до свидания».
Учился в Школе-Студии МХАТ, затем на Режиссёрских Курсах ВИППК при ВГИК, которые, в конечном итоге, окончил.
В начале 90-х работал водителем в охране президента РФ.
Впервые пришёл на радио в качестве рекламного голоса, стал корреспондентом, затем ведущим новостей и диджеем в эфире. В 1994 году под руководством Михаила Козырева вместе с Ольгой Максимовой был создателем и ведущим первого в России утреннего шоу «Взлётная полоса» на «Радио Максимум» (103,7 FM в Москве). Особой популярностью пользовалась их рубрика «Жаворонки на проводе», основанная на телефонных розыгрышах по заявкам радиослушателей.
Параллельно был ведущим вечернего ток-шоу «Час Совы» на канале СТС и развлекательного телешоу «Вечеринка из центра» на ТВ-6. Также был ведущим дневного выпуска программы «Презент» и утреннего шоу «То ещё утро» на радио «Европа Плюс», ведущим программы «Club Seven» на «Радио 7 на семи холмах», ведущим программы «Время Кузьмы» на радио «Онлайн».
С июля 2001 по 2003 год являлся ведущим программы «Доброе утро» на «Первом канале», сменил на этом месте Андрея Малахова.
С 2003 по 2005 год озвучивал Никиту, главного героя анимационного телесериала «Дятлоw’s» для телеканала «РЕН ТВ» (два сезона: 14 апреля 2003 года — 31 декабря 2004 года).
В 2005—2006 годах вёл музыкальную программу «Звуки времени» на телеканале ТВЦ. В 2008 году являлся ведущим программы «Утро командира» на телеканале «Звезда». Был создателем и генеральным продюсером первого российского эротического телеканала «Русская ночь».
В 2006 году сыграл роль Второго секретаря посольства СССР в сериале «Очарование зла».
С 2016 года стал ведущим «Вечернего шоу Кости Михайлова и Адама Джеймса» на радио «MAXIMUM».
26 апреля 2016 года Михайлов принял участие во флешмобе, который провели танцоры брейк-данса первой волны из стран бывшего СССР в рамках тридцатилетия первого брейк-данс-фестиваля.
С января 2023 года является ведущим подкаста «20 лет спустя» проекта «Подкаст.Лаб» на «Первом канале».

## Фильмография
- 1980 — Тихие троечники
- 1984 — Любовь и голуби — Василий Кузякин в юности[7]
- 1985 — Деньги для Марии — сын Витька
- 1987 — Была не была — хулиган
- 1987 — Этот фантастический мир. Выпуск 12: С роботами не шутят — танцор брейк-данса[2]
- 1987 — Шантажист — танцор брейк-данса[11]
- 1988 — Весь этот брейк… — танцор брейк-данса
- 1988 — Запретная зона — танцор брейк-данса
- 2006 — Очарование зла — Второй секретарь посольства СССР

### Озвучивание
- 2003—2004 — «Дятлоw’s» (в роли Никиты)

## Семейное положение
С 2011 года женат на Анастасии Анатольевне Гордынской. Есть сын Александр 1997 года рождения.

## Награды
Михайлов был награждён следующими премиями: премия Попова в номинации «Лучший радиоведущий России» (2000); премия «Знак Качества» в номинации «Лучший радиоведущий России» (2001); премия «Радиомания» в номинации «Лучшее шоу» («То ещё утро», «Европа Плюс») и в номинации «Лучшая радиоигра» («Европа Плюс», 2007); премия «HR года» за лучший корпоративный проект «Радио ЦУМ» (2010); премия Moskva.FM «Лучший радиоведущий года» (2011).